# Bartsiella rameauana
Bartsiella rameauana är en snyltrotsväxtart. Bartsiella rameauana ingår i släktet Bartsiella och familjen snyltrotsväxter.

## Underarter
Arten delas in i följande underarter:
- B. r. pseudogranatensis
- B. r. rameauana